# Гвайкіраро
Гвайкіраро́ (ісп. Guayquiraró) — річка, яка утворює кордон між аргентинськими провінціями Ентре-Ріос і Коррієнтес. Притока Парани. Має довжину 110 км. Площа басейну 9701 км². Частина річки і її берегів входить до складу однойменного природного заказника. Назва походить з індіанської мови гуарані.